# جو دوولي
جو دوولي (بالإنجليزية: Joe Dooley)‏ هو مدرب كرة سلة أمريكي، ولد في 29 يناير 1966 في ويست أورنج في الولايات المتحدة.

## روابط خارجية
- جو دوولي على موقع كلية كرة السلة في سبورتس رفرنس.كوم (الإنجليزية)
- جو دوولي على موقع كلية كرة السلة في سبورتس رفرنس.كوم (الإنجليزية)